# Torrinch
Torrinch, Torr-Inch (en gaélique écossais : Torr-Innis) ou Inchtore, est une île du Loch Lomond, en Écosse. Elle se situe entre l'île de Creinch (en), située au sud-ouest, et l'île d'Inchcailloch (en), située au nord-est.

## Description
L'île, inhabitée et recouverte d'arbres, mesure environ 500 mètres de longueur ; son point culminant est à 23 mètres,.